# Liste der Monuments historiques in Stainville
Die Liste der Monuments historiques in Stainville führt die Monuments historiques in der französischen Gemeinde Stainville auf.

## Liste der Immobilien
| Bezeichnung         | Beschreibung | Standort                 | Kennzeichnung | Schutzstatus | Datum | Bild           |
| ------------------- | --- | ------------------------ | ------------- | ------------ | ----- | -------------- |
| Château de Choiseul | aus dem 15. und 16. Jahrhundert | Avenue du Château (Lage) | PA00106638    | Inscrit      | 1932  |                |
| Abtei Jovilliers    | Prämonstratenserkloster, im 12. Jahrhundert gegründet, im 16. Jahrhundert niedergebrannt, zwischen 1730 und 1750 neu aufgebaut, nach der französischen Revolution aufgelöst und teilweise niedergelegt; erhalten: Westwerk der Kirche mit Kreuzgang und Konventsgebäuden, Wirtschaftsgebäude am Vorhof, Garten mit Einfassungsmauer und Portal | südlich des Ortes (Lage) | PA00106637    | Inscrit      | 1995  | weitere Bilder |
| Kirche St-Mathieu   | um 1500 erbaut | Rue de l’Église (Lage)   | PA00106703    | Classé       | 1994  |                |

## Liste der Objekte
| Bezeichnung                           | Beschreibung                                                                                    | Standort                        | Kennzeichnung | Schutzstatus | Datum | Bild |
| ------------------------------------- | ----------------------------------------------------------------------------------------------- | ------------------------------- | ------------- | ------------ | ----- | ---- |
| Kelch und Patene (1)                  | Silber, vergoldet, gemarkt 1839, von Jean-Baptiste Garnier; Kelch 2000 gestohlen                | in der Kirche St-Mathieu (Lage) | PM55001103    | Classé       | 1993  |      |
| Gemälde Sakramentsanbetung            | Ölfarbe auf Leinwand, 17. Jahrhundert                                                           | in der Kirche St-Mathieu (Lage) | PM55000601    | Classé       | 1981  |      |
| Zwei Konsoltische                     | Holz, vergoldet, Marmor, 18. Jahrhundert; ein Tisch 2000 gestohlen                              | in der Kirche St-Mathieu (Lage) | PM55000598    | Classé       | 1915  |      |
| Gemälde Christus umgeben von Heiligen | Ölfarbe auf Leinwand, erste Hälfte des 17. Jahrhunderts                                         | in der Kirche St-Mathieu (Lage) | PM55000600    | Classé       | 1982  |      |
| Ziborium (1)                          | Silber und Kupfer, versilbert, Anfang des 19. Jahrhunderts; 2000 gestohlen                      | in der Kirche St-Mathieu (Lage) | PM55002386    | Inscrit      | 1991  |      |
| Beichtstuhl                           | Eichenholz, 18. Jahrhundert; aus der Abtei Joyvilliers                                          | in der Kirche St-Mathieu (Lage) | PM55002387    | Inscrit      | 1999  |      |
| Ziborium (2)                          | Silber, vergoldet, zwischen 1819 und 1838                                                       | in der Kirche St-Mathieu (Lage) | PM55002385    | Inscrit      | 1991  |      |
| Taufbecken                            | Marmor, Messing, 18. und 19. Jahrhundert; ehemaliges Weihwasserbecken aus der Abtei Joyvilliers | in der Kirche St-Mathieu (Lage) | PM55002655    | Inscrit      | 2007  |      |
| Skulptur Heiliger Nikolaus            | Eichenholz, farbig gefasst, 18. Jahrhundert                                                     | in der Kirche St-Mathieu (Lage) | PM55002388    | Inscrit      | 1987  |      |
| Wandvertäfelung des Chorraums         | mit Gemälden der vier Evangelisten; Holz sowie Ölfarbe auf Leinwand, signiert 1726              | in der Kirche St-Mathieu (Lage) | PM55002389    | Inscrit      | 1987  |      |
| Kelch und Patene (2)                  | Silber, vergoldet, gemarkt 1781; der Kelch 2000 gestohlen                                       | in der Kirche St-Mathieu (Lage) | PM55000599    | Classé       | 1988  |      |
| Skulptur Madonna mit Kind             | Kalkstein, farbig gefasst, bezeichnet 1658                                                      | in der Kirche St-Mathieu (Lage) | PM55002390    | Inscrit      | 1979  |      |
| Skulptur Heiliger Vinzenz             | Stein, farbig gefasst, 18. Jahrhundert                                                          | in der Kirche St-Mathieu (Lage) | PM55001275    | Classé       | 1988  |      |
| Pietà                                 | Stein, farbig gefasst, 16. Jahrhundert                                                          | in der Kirche St-Mathieu (Lage) | PM55000602    | Classé       | 1980  |      |
| Skulptur Notre-Dame de Nantel         | Darstellung einer sitzenden Madonna mit Kind; Holz, farbig gefasst, 14. Jahrhundert             | in der Kirche St-Mathieu (Lage) | PM55000603    | Classé       | 1980  |      |
| Skulptur Heiliger Augustinus          | Stein, farbig gefasst, 18. Jahrhundert                                                          | in der Kirche St-Mathieu (Lage) | PM55000604    | Classé       | 1988  |      |
| Glocke                                | Bronze, 1819 gegossen                                                                           | in der Kirche St-Mathieu (Lage) | PM55002683    | Inscrit      | 2010  |      |